# Иса Реј
Џо-Иса Реј Диоп (енгл. Jo-Issa Rae Diop; Лос Анђелес, 12. јануар 1985) америчка је глумица, сценариста и продуцент.

## Биографија
Рођена је у Лос Анђелесу. Отац јој је је педијатар и неонатолог из Сенегала, а мајка просветна радница из Луизијане. Родитељи су јој се упознали у Француској, где су ишли у исту школу. Има четворо браћа и сестара. Отац јој је ишао на медицинску праксу у Инглвуду. Дипломирала је афроамеричке студије на Универзитету Станфорд.

## Филмографија
| Улоге Исе Реј |                                        |               |                               |          |
| Година        | Српски назив                           | Изворни назив | Улога                         | Напомена |
| 2018.         | Та мржња коју сејеш                    |               | Ејприл Офра                   |          |
| 2023.         | Спајдермен: Путовање кроз Спајдер-свет |               | Џес Дру / Спајдер-Жена (глас) |          |
| 2023.         | Барби                                  |               | председница Барби             |          |